# Pertusio
Pertusio – miejscowość i gmina we Włoszech, w regionie Piemont, w prowincji Turyn.
Według danych na rok 2004 gminę zamieszkiwało 698 osób, 174,5 os./km².